# Listriomastix litorea
Listriomastix litorea är en tvåvingeart som beskrevs av Günther Enderlein 1909. Listriomastix litorea ingår i släktet Listriomastix och familjen Canacidae. Inga underarter finns listade i Catalogue of Life.